# Julius Schuberth
Julius Ferdinand Georg Schuberth (* 14. Juli 1804 in Magdeburg; † 9. Juni 1875 in Leipzig) war ein deutscher Musikverleger und Buchhändler.

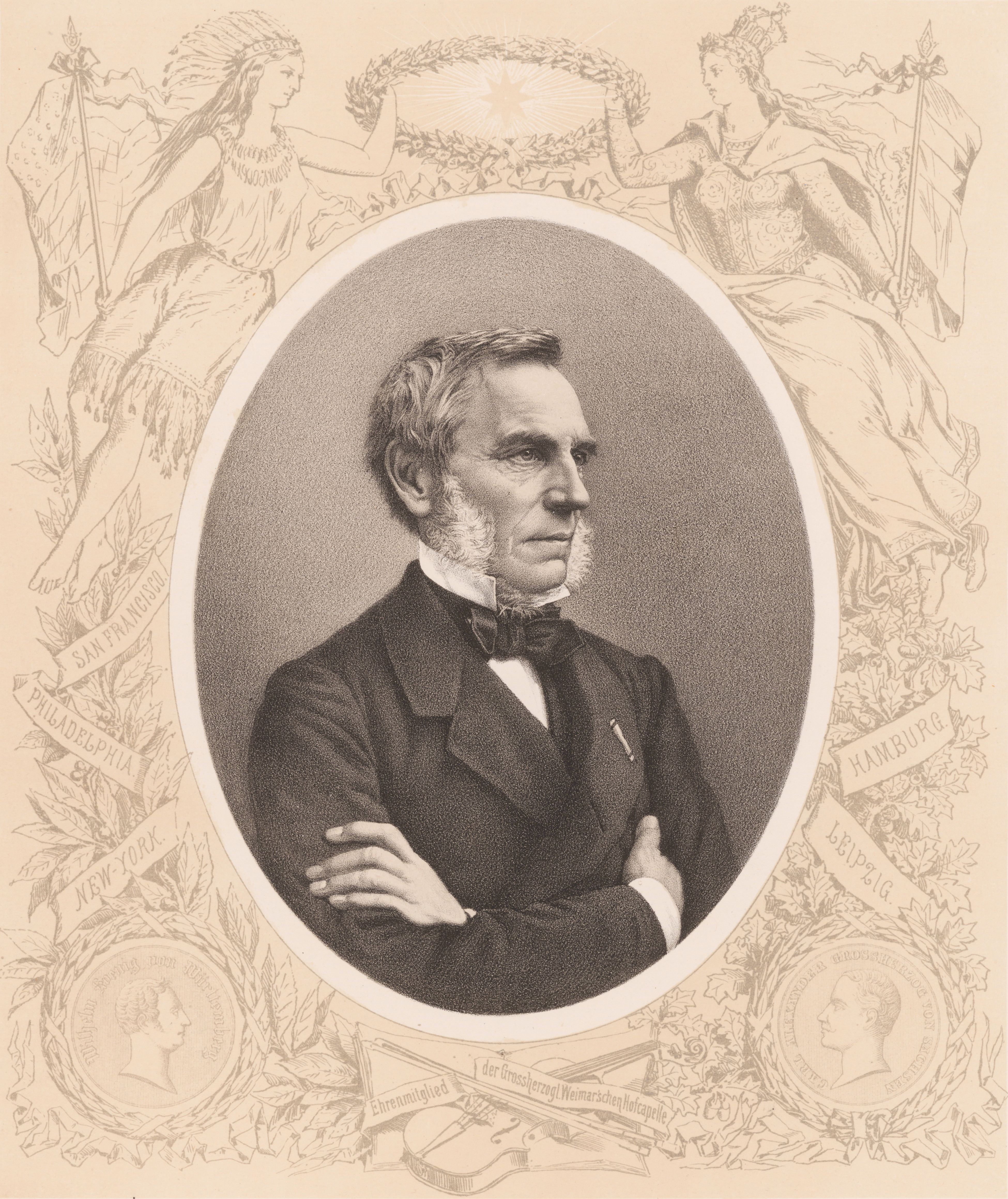
Julius Schuberth

## Leben
Schuberth wurde als Sohn des Oboisten und Klarinettisten Gottlob Schuberth geboren, der ab 1804 in Magdeburg wirkte. Der Vater war als Lehrer tätig. Die Wohnung befand sich zumindest um 1817 in der Schrotdorfer Straße 16 in der Magdeburger Altstadt.
1819 trat er als Lehrling in die Magdeburger Verlagsbuchhandlung Wilhelm von Heinrichshofens ein. Nach dem Abschluss seiner Lehre und einer kurzen Gehilfenzeit gründete er 1826 mit Julius Lübbers in Hamburg ein Buch-, Musik- und Landkartengeschäft mit angegliedertem Verlag. Bereits 1832 eröffnete Schuberth eine Filiale in Leipzig und im Oktober 1850 eine weitere in New York. 1853 überließ er seinem Bruder Friedrich die Hamburger Buchhandlung und verlegte seinen Geschäftssitz bald darauf nach Leipzig. Schuberth lebte danach abwechselnd in New York und Leipzig. Das erfolgreiche Verlagsgeschäft florierte und vertrieb um 1875 ca. 6000 Musikalien.
1840 gründete Schuberth den Norddeutschen Musikverein und er war auch als Korrespondent mehrerer deutscher und nordamerikanischer Zeitungen tätig.
In seinem Verlag erschienen 1835 das Musikalisches Conversations-Blatt und 1837/38 die Hamburger musikalische Zeitung. Von 1840 bis 1850 gab er die Blätter für Musik und Literatur (ab 1843 Kleine Musikzeitung) heraus und ab Ende der 1850er Jahre in New York die (deutschsprachige) Kleine Musik-Zeitung (Musical Gazette).

## Werke
- Musikalisches Hand-Buch. 5. Auflage. Schuberth, Leipzig 1860; Digitalisat in der Google-Buchsuche.
Ab der 6. Auflage unter dem Titel:
- Kleines musikalisches Conversations-Lexikon. Schuberth, Leipzig.
  - 6. Auflage 1865; Digitalisat in der Google-Buchsuche.
  - 7. Auflage 1868.
  - 8. Auflage 1871; Digitalisat in der Google-Buchsuche.
  - 9. Auflage 1873.

Ab der 10. Auflage unter dem Titel:
- Julius Schuberth’s Musikalisches Konversations-Lexikon. Schuberth, Leipzig.
  - 10. Auflage o. J. [1877].
  - 11. Auflage o. J. [1890]; Digitalisat in der Google-Buchsuche.